# Приуральский сельсовет
Приуральский сельсовет — сельское поселение в Оренбургском районе Оренбургской области Российской Федерации.
Административный центр — посёлок Приуральский.

## История
24 сентября 2004 года в соответствии с законом Оренбургской области № 1472/246-III-ОЗ образовано сельское поселение Приуральский сельсовет, установлены границы муниципального образования.

## Население
| 2010  | 2012  | 2013  | 2014  | 2015  | 2016  | 2017  |
| ----- | ----- | ----- | ----- | ----- | ----- | ----- |
| 2102  | ↗2125 | ↘2110 | ↘2054 | ↗2085 | ↗2093 | ↗2115 |
| 2018  | 2019  | 2020  | 2021  |       |       |       |
| ↗2135 | ↘2121 | ↘2100 | ↘2064 |       |       |       |

## Состав сельского поселения
| № | Населённый пункт | Тип населённого пункта          | Население |
| - | ---------------- | ------------------------------- | --------- |
| 1 | Беленовка        | село                            | 151       |
| 2 | Вязовка          | село                            | 479       |
| 3 | Мирный Путь      | посёлок                         | 179       |
| 4 | Приуральский     | посёлок, административный центр | ↘914      |
| 5 | Яровой           | посёлок                         | 379       |